# Rudolf Haring
Rudolf Haring, född 9 januari 1896, död i andra världskrigets slutskede, var en tysk överste i Schutzpolizei. Under andra världskriget var han under två perioder (1942–1943 och 1943–1944) kommendör för Ordnungspolizei i distriktet Warschau i Generalguvernementet.